# Laurent Baud
Laurent Baud, né le 28 juin 1827 à Morzine et mort dans la même ville le 23 août 1907, est un peintre et sculpteur français. Avec le mauriennais Jacques Guille, il est parfois considéré comme l'un des peintres savoyards les plus renommés.

## Biographie
Laurent Baud naît le 28 juin 1827 à Morzine, alors dans le duché de Savoie. Il est le second fils de Jean-François Baud. Il est le frère cadet d'Antoine Baud (1810-1850), également peintre et sculpteur.
Sculpteurs de père en fils, son père Jean-François réalise lui-même les fonts baptismaux à l'occasion du baptême de son fils, ainsi que les stalles et le grand Christ de l'église Saint-Nicolas du Biot. 
Après un bref passage à Chambéry aux côtés de son frère Antoine, qui l'initie au dessin, Laurent Baud part à Turin, pour suivre les cours de peinture de l'Accademia Albertina. L'année suivante, le roi Charles-Albert de Sardaigne lui remet deux médailles pour son œuvre.
En 1850, il est appelé à la décoration de la cathédrale de Saluces, dans la province de Coni. Il peindra également les fresques de la chapelle des Capucins du couvent Saint Jean.
De retour en Savoie, il entreprend le trompe-l'œil de l'église de Lugrin (1857), ainsi que celui de l'église Sainte-Agathe de Rumilly (1863).
Vers 1879, il quitte Morzine pour Thonon-les-Bains, afin de rejoindre son fils et enseigner le dessin au collège Saint Francois.

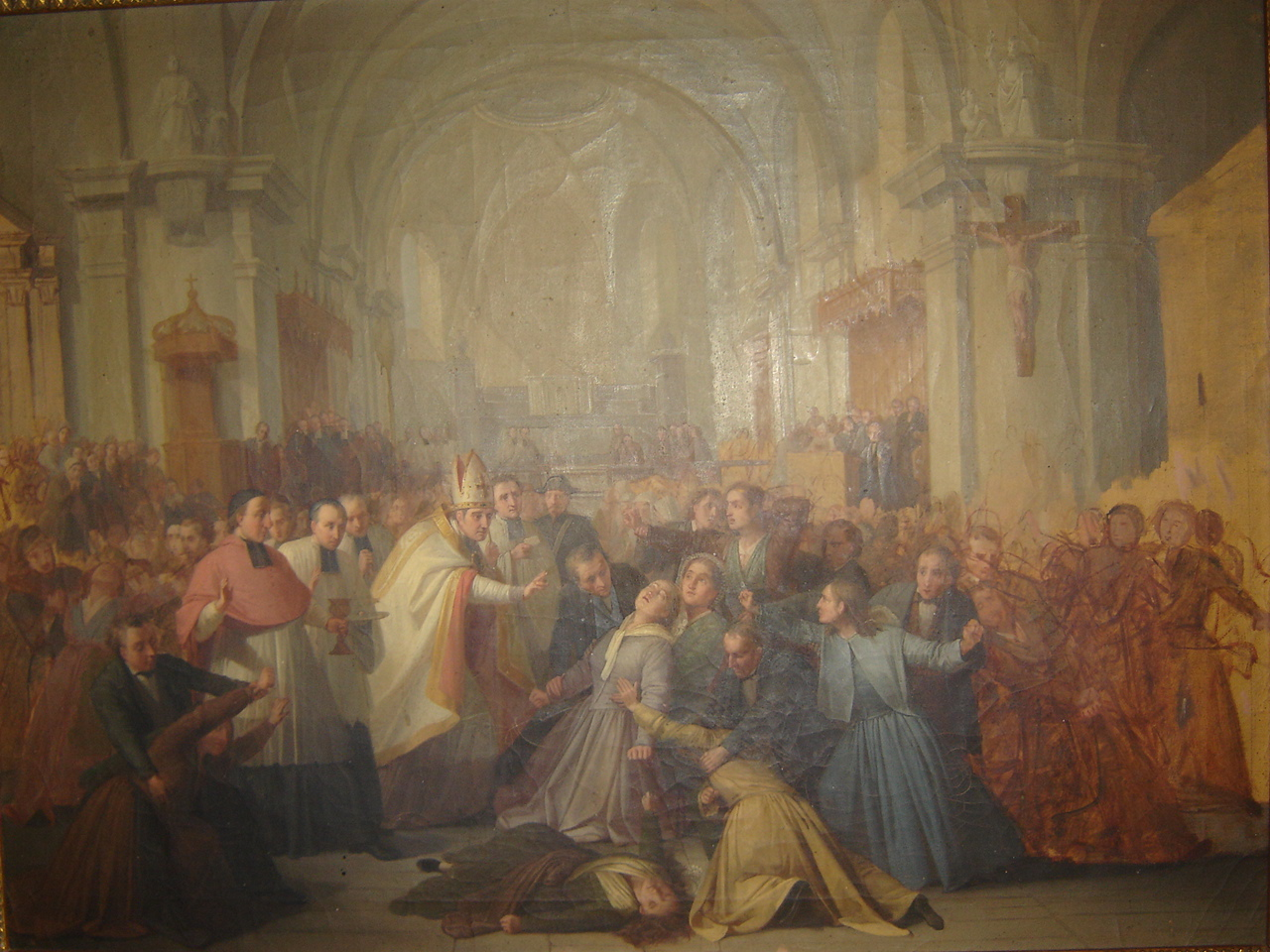
Second tableau de Laurent Baud sur la crise des possédées de Morzine, lors de la visite de l'évêque Magnin en 1864.

Le peintre Charles Cottet a été son élève.
Laurent Baud est syndic en 1860, puis maire de Morzine de 1860 à 1861 et à nouveau de 1862 à 1878.
Laurent Baud meurt dans sa ville natale de Morzine le 23 août 1907 à l'âge de 80 ans.

## Autres œuvres
- Le Chemin de Croix, huile sur toile[5] (1866), église Saint-Jean-Baptiste de Chevenoz.
- Trompe-l'œil et décoration de l'église[Laquelle ?] de Reignier-Ésery (1855-1866)[2] en collaboration avec le peintre italien Constantin Alberti.
- Maître-autel (sculptures) et fresques de la chapelle de la Vierge de l'église Sainte-Marie-Madeleine de Morzine[2].
- Maître-autel (sculptures) de l'église Saint-Maurice de Boëge[1].